# Kinosternon chimalhuaca
Kinosternon chimalhuaca là một loài rùa trong họ Kinosternidae. Loài này được Berry, Seidel & Iverson, miêu tả khoa học đầu tiên năm 1997.